# Йошинензее
Йошинензее (на немски: Oeschinensee) е езеро в южна Швейцария, част от областта Бернски оберланд.
Разположено е на около 1578 метра надморска височина (сезонните вариации на водното равнище между септември и април са около 12 метра) в Алпите, на 4 километра източно от селището Кандерщег, и има площ от 1,1147 квадратни километра и най-голяма дълбочина 56 метра. Образувано е в резултат на мащабно свличане на земни маси в средата на I хилядолетие пр. Хр. В езерото се вливат няколко планински потока, а оттичането му е подземно. То обикновено замръзва между декември и май.
От 2007 година е част от Обекта на световното наследство „Юнгфрау-Алеч“.